# Almond (Nova York)
Almond és una població dels Estats Units a l'estat de Nova York. Segons el cens del 2000 tenia 461 habitants.

## Demografia
Segons el cens del 2000, Almond tenia 461 habitants, 194 habitatges, i 117 famílies. La densitat de població era de 317,8 habitants/km².
Dels 194 habitatges en un 28,4% hi vivien nens de menys de 18 anys, en un 46,4% hi vivien parelles casades, en un 11,9% dones solteres, i en un 39,2% no eren unitats familiars. En el 34,5% dels habitatges hi vivien persones soles l'11,9% de les quals corresponia a persones de 65 anys o més que vivien soles. El nombre mitjà de persones vivint en cada habitatge era de 2,38 i el nombre mitjà de persones que vivien en cada família era de 3,09.
Per edats la població es repartia de la següent manera: un 26,9% tenia menys de 18 anys, un 8,5% entre 18 i 24, un 27,3% entre 25 i 44, un 24,9% de 45 a 60 i un 12,4% 65 anys o més.
L'edat mediana era de 36 anys. Per cada 100 dones de 18 o més anys hi havia 88,3 homes.
La renda mediana per habitatge era de 31.000 $ i la renda mediana per família de 42.000 $. Els homes tenien una renda mediana de 35.714 $ mentre que les dones 21.563 $. La renda per capita de la població era de 18.509 $. Entorn de l'11,5% de les famílies i el 16,6% de la població estaven per davall del llindar de pobresa.